# هيلينا كارتر
هيلينا كارتر (بالإنجليزية: Helena Carter)‏ هي ممثلة أمريكية، ولدت في 24 أغسطس 1923 بنيويورك في الولايات المتحدة، وتوفيت في 11 يناير 2000 في الولايات المتحدة.

## وصلات خارجية
- هيلينا كارتر على موقع IMDb (الإنجليزية)
- هيلينا كارتر على موقع ألو سيني (الفرنسية)
- هيلينا كارتر على موقع أول موفي (الإنجليزية)
- هيلينا كارتر على موقع قاعدة بيانات الأفلام السويدية (السويدية)
- هيلينا كارتر على موقع إن إن دي بي (الإنجليزية)
- هيلينا كارتر على موقع قاعدة بيانات الفيلم (الإنجليزية)
- هيلينا كارتر على موقع كينوبويسك (الروسية)